# Stadtkirche St. Blasius (Bopfingen)

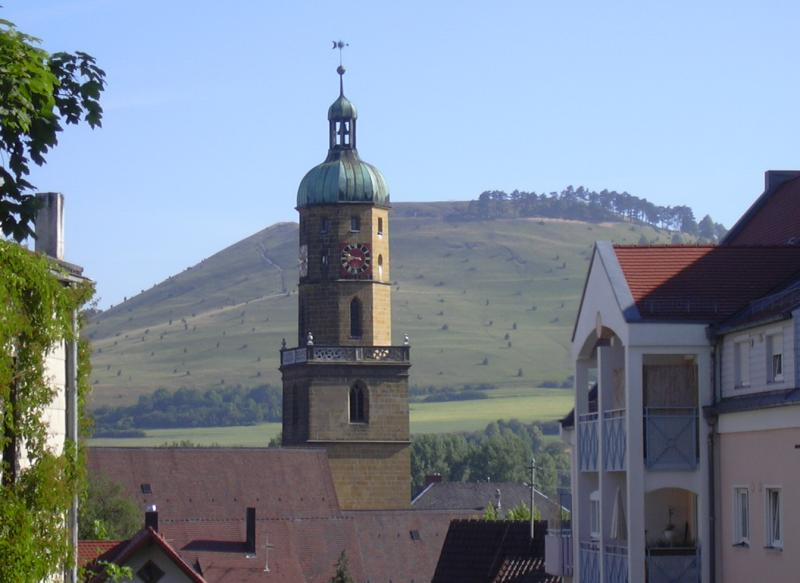
Die Stadtkirche vor dem Hintergrund des Ipf

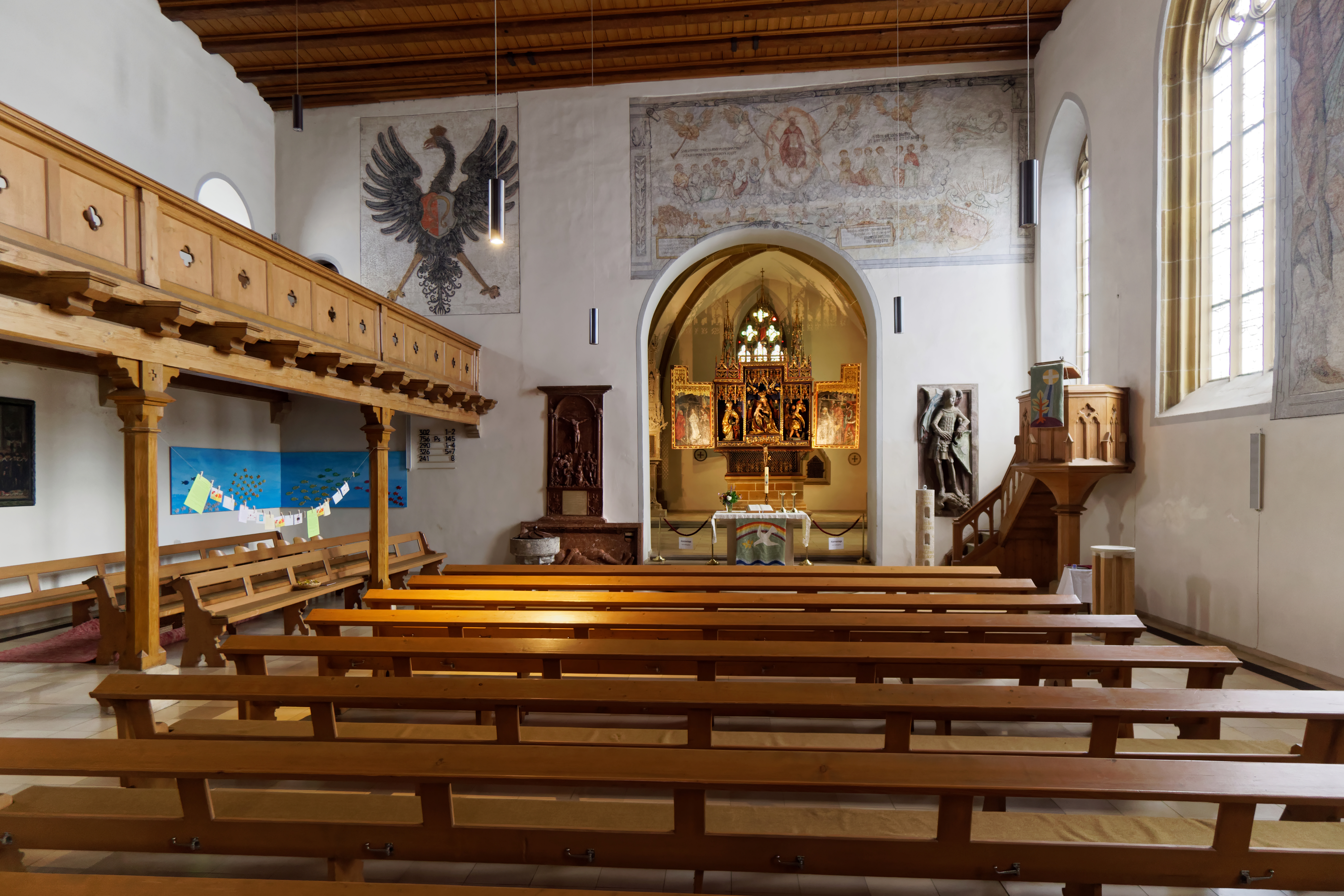
Blick in die Stadtkirche

Die Stadtkirche St. Blasius ist eine Kirche in Bopfingen im baden-württembergischen Ostalbkreis. Ihre Gestalt erhielt sie im Wesentlichen in der Blütezeit der ehemaligen Freien Reichsstadt im 13. und 14. Jahrhundert. Da die Reformation in Bopfingen über Jahrzehnte sehr moderat eingeführt wurde, sind die Kunstschätze aus dem Spätmittelalter nahezu unversehrt erhalten geblieben.

## Baugeschichte
Ein hölzerner Vorgängerbau der heutigen Kirche wurde um 650 errichtet, eine der ersten Kirchen im Alemannengebiet überhaupt. In fränkischer Zeit wurde dann unter Verwendung von Kalktuffquadern aus römischen Ruinen eine erste Steinkapelle erbaut, die zur Urkirche der Region, der Pfarrkirche St. Martin in Kirchheim am Ries, gehörte. Die römischen Quader sind am heutigen Bauwerk erhalten. Um 1100 stifteten die auf der Burg Flochberg sitzenden edelfreien Herren von Flochberg-Gundelfingen die heutige, dem Hl. Blasius geweihte Kirche mit eigener Pfarrei. Mit dem Aufschwung des Ortes Bopfingen nach dem Übergang des Besitzes an die Staufer und seiner Lage an den wichtigen staufischen Verbindungsstraßen von Cannstatt nach Donauwörth und von Ulm nach Rothenburg entwickelte sich zur Blasiuskirche eine Wallfahrt, die 1317 in einem Ablassbrief bezeugt ist. Zu jener Zeit erfolgte wohl auch eine Erweiterung des ursprünglich einschiffigen romanischen Saalbaus unter Beibehaltung von Teilen der Südwand und der Westwand um den Chorbereich, allerdings wurde die Kirche im Jahr 1330 bei der Auseinandersetzung um das staufische Erbe und der damit einhergehenden Zerstörung der Burg Flochberg wohl auch beschädigt.
Im späten 15. Jahrhundert wurde das Kirchenschiff nach Norden erweitert, wodurch die nördlichen Kirchenfenster spätgotische Stilelemente aufweisen. Das Sakramentshaus von 1510 stammt von Hans Böblinger d. J. Der Kirchturm wurde 1561 erneuert, stürzte jedoch 1611 ein und erhielt im Jahr 1613 beim Wiederaufbau seine heutige Gestalt. Da die bürgerliche Gemeinde die Kosten für den Wiederaufbau teilweise übernommen hatte, ging der Besitz der beiden achteckigen Turmobergeschosse an die Gemeinde über, die ihn daher auch für weltliche Zwecke (Zeitanzeige, Stadtüberwachung) nutzen konnte. Der Turm trägt Glocken aus dem frühen 13. und aus dem 15. Jahrhundert.

## Ausstattung

### Herlin-Altar

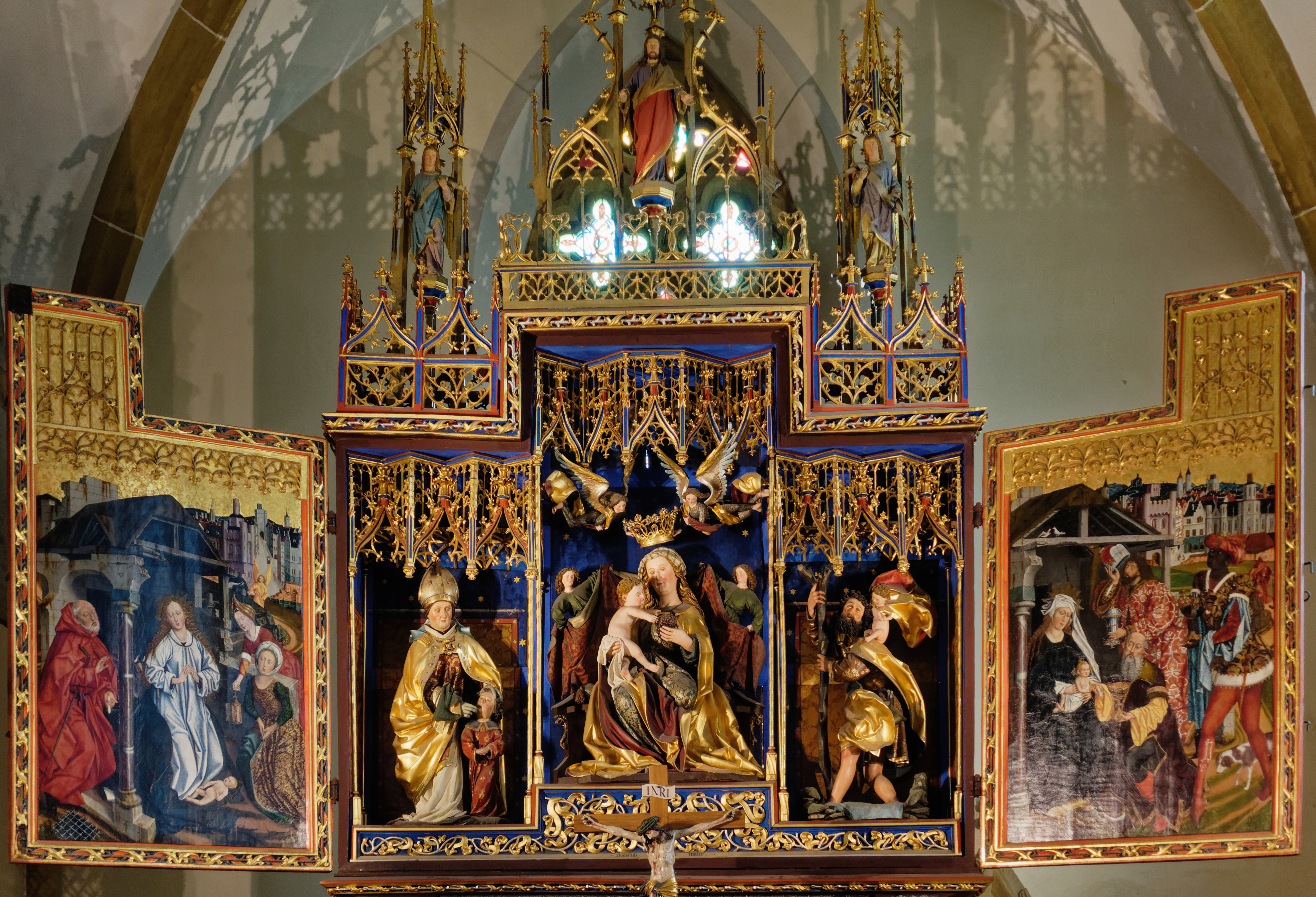
Herlin-Altar

Schmuckstück der Kirche ist der spätgotische Flügelaltar, der 1472 vollendet wurde. Er stammt aus der Werkstatt des Nördlinger Meisters Friedrich Herlin, der als erster Maler in Süddeutschland in der neuen Weise der Niederländer Jan van Eyck und Rogier van der Weyden zu malen verstand. Die von Herlin bemalten Altarflügel zeigen auf der linken Innenseite die Geburt Christi, auf der rechten Innenseite die Anbetung der Könige. Die Flügelaußenseiten zeigen links die Gefangennahme des hl. Blasius und seine Vorführung beim Statthalter, rechts das Martyrium des Heiligen. Die Schreinrückseite (heute separat in der Kirche aufgehängt) ist mit Szenen der Passion Christi bemalt.
Die Skulpturen des Herlin-Altars wurden von einem oberrheinischen Meister in der Nachfolge von Niclas Gerhaert van Leyden geschaffen. Der Mittelschrein enthält eine geschnitzte „Traubenmadonna“, in den Seitenschreinen befinden sich Figuren der Nothelfer Blasius und Christophorus. In der Predella sind zwölf kleine Apostelfiguren. Das Gesprenge des Altars wurde von Herlins Mitarbeiter Hans Weidenlich geschnitzt.

### Sonstige Ausstattung

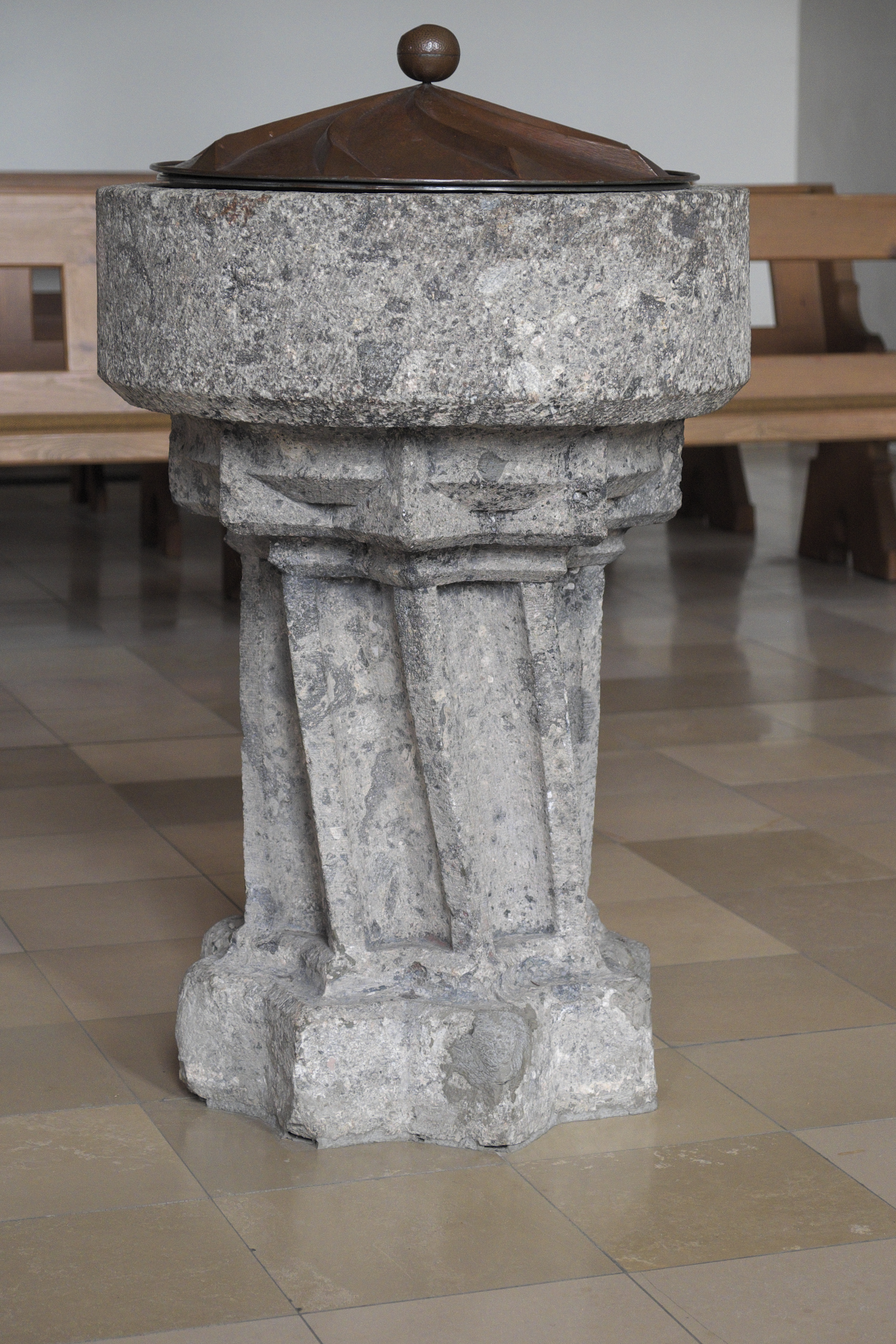
Gotisches Taufbecken

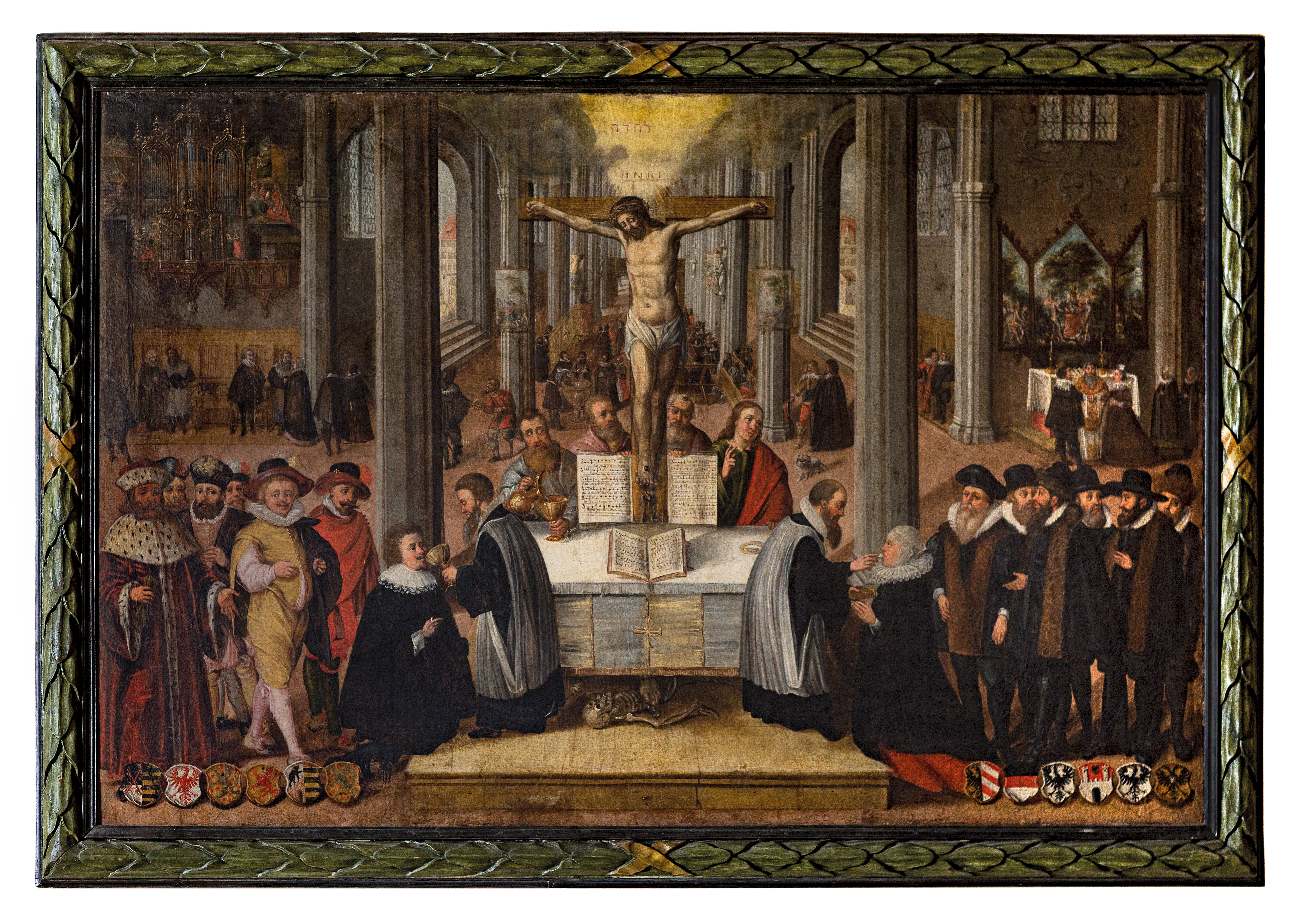
Konfessionsbild

In der Sakristei der Kirche hat sich das Fragment einer Wandmalerei aus der Zeit um 1400 erhalten. Nur wenig jünger sind die Reste der Chorwandmalereien, abermals mit Szenen aus dem Martyrium des hl. Blasius. An der Nordwand sind Reste eines Bilderzyklus aus dem Leben Jesu, der vermutlich nach der Verbreiterung des Kirchenschiffs um 1460/70 entstanden ist. Die Darstellung des Jüngsten Gerichts am Chorbogen sowie die überlebensgroße Darstellung des hl. Christophorus an der Südwand stammen wohl erst aus nachreformatorischer Zeit. Das so genannte Bopfinger Konfessionsbild, ein in der Kirche aufgehängtes Leinwandbild aus der Zeit um 1600, dokumentiert das Bekenntnis Bopfingens zur Augsburger Konfession von 1530.
In der Kirche befinden sich außerdem ein Epitaph für Walter von Bopfingen, ein lebensgroßes Grabmal für einen Ritter von Emershoven von 1524 mit aufgesetztem Relief mit Kreuzigungsdarstellung aus Rotmarmor sowie Epitaphe für den 1576 gestorbenen Stadtschreiber Sylvester Vischer, den 1581 gestorbenen Prediger Balthasar Pfister und den 1612 verstorbenen Stadtschreiber Balthasar Enslin, einen Vorfahren Goethes.